# Ding Dong Merrily on High
Ding Dong Merrily on High – angielska kolęda wydana w 1924 jako część zbioru The Cambridge Carol-Book: Being Fifty-two Songs for Christmas, Easter, And Other Seasons autorstwa anglikańskiego księdza George’a Ratcliffea Woodwarda (1848–1934).
Muzyka powstała jednak o wiele wcześniej, jej autorem był bowiem francuski kompozytor renesansowy Jehan Tabourot (1519-1593), który stworzył utwór muzyczny z myślą o nauce tańca. Wzorem dla Woodwarda w ułożeniu słów była renesansowa kolęda francuska „Les anges dans nos campagnes”.

## Tekst Woodwarda
Ding dong! merrily on high in heav’n the bells are ringing:
Ding dong! verily the sky is riv’n with Angel singing.
Gloria, Hosanna in excelsis!
Gloria, Hosanna in excelsis!
E’en so here below, below, let steeple bells be swungen,
And „Io, io, io!” by priest and people sungen.
Gloria, Hosanna in excelsis!
Gloria, Hosanna in excelsis!
Pray you, dutifully prime your Matin chime, ye ringers;
May you beautifully rhyme your Evetime Song, ye singers.
Gloria, Hosanna in excelsis!
Gloria, Hosanna in excelsis!